# Stephan Kunze

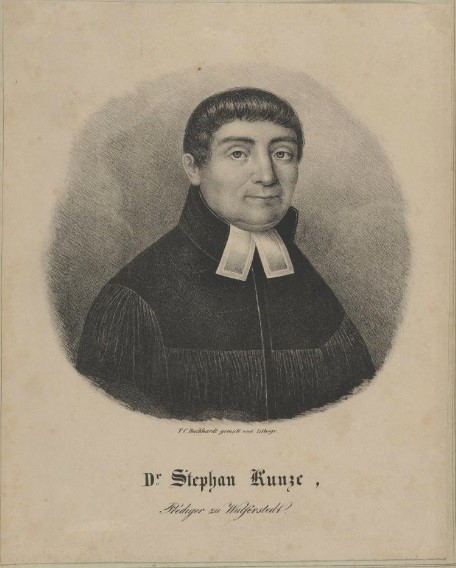
Dr Stephan Kunze, Prediger in Wulferstedt, Lithographie um 1850 von C.F.Burkhardt

Carl Wilhelm Stephan Kunze , vor allem bekannt als Doktor Stephanus Kunze (* 20. Oktober 1772 in Schwanebeck; † 28. Juli 1851 in Wulferstedt), war ein deutscher evangelischer Theologe, Heimatforscher und Schriftsteller. Besondere Verdienste erwarb er sich durch die Beschreibung des Kreises Oschersleben (Bode), von  Teilen der Börde und Schwanebecks, worin er wertvolle Aussagen zur Heimatgeschichte dokumentierte. Durch seine literarische Tätigkeit erlangte er besondere Bekanntheit, insbesondere ist hier sein Heldengedicht Heinrich der Löwe hervorzuheben.

## Leben
Kunze war zu Schwanebeck, einem Städtchen im Fürstentum Halberstadt, als Sohn des Jakob Christoph Kunze, Ratscitators und Waagemeisters, und dessen Ehefrau Christiane Sophie Magdalene geb. Stallknecht geboren und am 25. Oktober 1772  in der dortigen St.-Petri-Kirche getauft. Sein älterer Bruder war der spätere Cantor und Komponist Christoph Kunze (1770–1839). Gemeinsam mit seinem Bruder erhielt er auf dem Domgymnasium Halberstadt eine hervorragende Bildung, woraufhin er ab 1793 an der Martin-Luther-Universität Halle-Wittenberg evangelische Theologie studierte. Bereits 1795 wurde er Rektor einer Schule in Dardesheim. Am 21. November 1802 wurde Kunze von der Gemeinde Huy-Neinstedt auf Vorschlag des Stifts Unser Lieben Frauen in Halberstadt zum Prediger der Gemeinde gewählt und trat dieses Amt am 24. April 1804 an. Am 14. November 1811 – mittlerweile war das Königreich Westphalen gebildet worden – zog er nach Schlanstedt, da ihn die dortige Gemeinde vom König Jerôme (Hieronymus) von Westphalen zum Prediger erbeten hatte. Nach dem Tod des Predigers Dies in Wulferstedt erbat sich die wahlberechtigte Gemeinde – das Königreich Preußen war wieder hergestellt – vom Patron der Kirche und Pfarre, König Friedrich Wilhelm III. von Preußen, Kunze zu ihrem Seelsorger. Am 1. Juli 1820 übernahm er dieses Amt bis zum Jahre 1847, wonach er als Pastor emeritus in Wulferstedt fortlebte und vier Jahre später einem Schlagfluss und Altersschwäche erlag.
Bereits in jungen Jahren begann Kunze zu schreiben. Sein erst 1817 veröffentlichtes Heldengedicht Heinrich der Löwe erweckte die Begeisterung des Dichters und Literaturmäzens Johann Wilhelm Ludwig Gleim (1719–1803), welcher sich daraufhin verschiedentlich für ihn einsetzte. So schrieb er etwa am 9. April 1800 in einem unaufgeforderten Brief an den Herzog von Braunschweig:

„Der Rektor Kunze zu Dardesheim ist ein junger Mann von großen Talenten. – Beweis ist, dass er zum Helden eines großen Gedichts von Ein und zwanzig schon fertigen Gesängen Heinrich den Löwen gewählt hat. Drei las ich, fand sie fürtrefflich, und wünsche, dass er sein Glück dem Abstamme seines Helden verdanken möchte.“

Nach der Veröffentlichung des Gedichtes sandte der Erbprinz von Braunschweig Kunze zwei kostbare Porzellanvasen, auf welche dem Gedicht entlehnte Szenen aufgemalt waren.
Am  24. März 1819 wurde Kunze die Doktorwürde der philosophischen Fakultät der Martin-Luther-Universität Halle-Wittenberg (Gradum Doctoris et LL. AA. Magistri) herangetragen.

## Ehe und Nachkommen
Kunze heiratete am 6. September 1796 Christina Charlotte Abel (1769–1841), eine Tochter des Heimatforschers und Pastors in Möckern Joachim Gottwalt Abel (1723–1806)
Mit ihr hatte er die folgenden Kinder:
- Auguste Friederike Charlotte Kunze (* 15. Juli 1797 in Dardesheim – 30. März 1821)
- Carl Heinrich Stephan Kunze (* 23. April 1799 in Dardesheim; † 4. März 1875 in Zeppernick), Prediger zu Zeppernick
- Mathilde Theodore Kunze, später verehelichte Heger (* 24. Januar 1803 in Dardesheim; † 20. Oktober 1877)
- Gottwalt Wilhelm August Kunze (* 11. Dezember 1804 in Huy-Neinstedt), 1831–1842 Rektor der Schule in Schwanebeck, 1842–1850 Pfarrer in Groß Ammensleben,[1] ab 1850 Pfarrer in Osterode (Diözese Veltheim)[2]
- Friedrich August Theodor Kunze (* 25. März 1812 in Schlanstedt)

Viele von Kunzes Nachfahren traten in seine Fußstapfen und wurden ebenfalls Theologen. Sein Enkel Hermann Kunze (1836–1923) erwarb sich neben seiner Tätigkeit als Pastor in Prödel einen Ruf als Homöopath. Seine bekanntesten Nachkommen waren der Altphilologe und Papyrologe Wolfgang Luppe sowie der Stuttgarter Oberstudiendirektor und Genealoge Martin Kessler.
Nach dem Tod seiner ersten Ehefrau heiratete er im vorangeschrittenen Alter in Wulferstedt am 25. April 1843 Sophia Carolina Wilhelmina Henrietta Nettmann, Tochter des Oberpfarrers Nettmann in Schwanebeck.

## Werke
Kunze war literarisch vielseitig tätig. In seine Werke hat er vielfach Gedichte eingestreut, kleine Arbeiten erschienen in Halberstädter Zeitschriften. Hier eine Auswahl seiner Werke:
- Spruchbuch für Landschullehrer, Halberstadt 1800
- Glauben- und Tugendlehre der Christen, Halberstadt 1814
- Opfer der Andacht, bei Errichtung der Gedächtnißtafeln unserer deutschen Helden. Halberstadt 1816
- Heinrich der Löwe, Heldengedicht, Quedlinburg 1817, neue Ausgabe 1822
- Der Landpfarrer von Schönberg, 1. u. 2. Theil, Quedlinburg und Leipzig 1819; in diesem autobiografischen Roman hat er seine Zeit in Dardesheim und Huy-Neinstedt verarbeitet. Er erzählt hier die authentische Geschichte des Schuhmachers Heinrich Meutefin (1745–1816), den er das Kräutersammeln im Huy lehrte. Durch den Verkauf von 15 Heilkräutern, zu denen Kunze kleine Gedichte beisteuerte, konnte Meutefin im Alter seinen Lebensunterhalt bestreiten. Schönberg steht für das Dorf Huy-Neinstedt, in dem Kunze 1802 bis 1811 als Prediger und Landpfarrer wirkte.
- Nothwendige und beste Aufbewahrung der geordneten Pfarrschriften nebst angehängtem Entwurfe zu einem Geschäfts-Kalender für Prediger. 1820
- Über die religiösen Feierlichkeiten bei Leichenbegängnissen. Nach dem Vorbild der ältesten christlichen Kirche. Journal für Prediger. Halle 61 (1820) S. 392–414
- Kleines Andachtsbuch für christliche Hebammen und fromme Mütter in den wichtigsten Augenblicken ihres Lebens, Quedlinburg und Leipzig 1821
- Gesetzlosigkeit das Grab aller Wohlfahrt: Ein Beitrag zur Geschichte des Mittelalters, und des zerstörten Hohenneindorfs. Halberstadt 1831
- Geschichte des Augustiner Mönchsklosters Hamersleben, Quedlinburg, 1835
- Diplomatische Geschichte des Cisterzienser-Nonnenklosters Adersleben (bei Halberstadt) , Halberstadt, 1836
- Geschichte der Stadt Schwanebeck, aus den gesammelten Nachrichten und Urkunden des Predigers D. St. Kunze zu Wulferstedt. Halberstadt 1838
- Geschichte, Statistik und Topographie sämmtlicher Ortschaften des Landräthlichen Kreises Oschersleben, Oschersleben 1842

## Sonstiges
In verschiedenen späten Lebensdarstellungen ist als Vater ein Joachim Gottfried Abel Kunze angeführt. Dies ist falsch und geht sicher auf eine Verwechslung mit Kunzes Schwiegervater Joachim Gottwalt Abel zurück.